# Bertya oleifolia
Bertya oleifolia är en törelväxtart som beskrevs av Jules Émile Planchon. Bertya oleifolia ingår i släktet Bertya och familjen törelväxter. Inga underarter finns listade i Catalogue of Life.